# Turistens klagan
Turistens klagan är ett album av Cornelis Vreeswijk utgivet 1980.
1978 gav Cornelis Vreeswijk ut dubbel-LP:n Felicias svenska suite i Norge. Skivan är ett konceptalbum som bygger på figuren Felicia i Aksel Sandemoses roman Varulven från 1958. Däremot ville inget svenskt skivbolag ge ut den.
Man förstod dock att låten "Turistens klagan" hade stor hitpotenial. Därför köpte skivbolaget Sonet rättigheten att ge ut halva Felicias svenska suite i Sverige, däribland låten "Turistens klagan".
Först år 2000 släpptes den andra halvan av Felicias svenska suite på cd-skivan En fattig trubadur. Albumet innehåller även några singelspår.

## Låtlista
Alla sångerna är skrivna av Cornelis Vreeswijk om inte annat anges.

### Sida A
1. "Turistens klagan"  (Cornelis Vreeswijk, Franz von Suppé) - 3:21
2. "Till en nymf" – 2:15
3. "Från en vän i viken" – 2:33
4. "Tre dagars blues" – 4:12
5. "För gröna Felicia" – 2:20
6. "De fattiga riddarnas ballad" – 2:50

### Sida B
1. "Polaren Pär gör sin reverens" – 1:31
2. "Byt nu ton" (Robert Devereux/Cornelis Vreeswijk) – 2:05
3. "Balladen om Gustava" – 3:40
4. "Felicia - adjö" – 2:53
5. "Dubbelquatrin om tennis" – 3:21
6. "Möte med Fredrik Åkare, Stockholm 1943" – 2:52
7. "Felicia pratar" – 2:20

## Medverkande musiker
- Cornelis Vreeswijk – sång, gitarr
- Knut Riisnaes – flöjt, sopransax
- Brynjar Hoff – oboe, engelskt horn
- Øivind Westby – trombon
- Fred Nøddelund – piccolatrumpet, flygelhorn
- Anders Grøthe – dragspel
- Steinar Ofsdal – hardingfela
- Ørnulf Boye Hansen – fiol
- Marie Strøm – cello
- Erik Stenstadvold – luta
- Erik Foss Jensen, Nils-Petter Nyrén – gitarr
- Iver Kleive – piano
- Terje Venaas – bas
- Svein Christiansen – slagverk
- Fred Nøddelund – arrangemang

### Fotnoter
1. ↑  ”Svensk mediedatabas”. http://smdb.kb.se/catalog/id/001887959. Läst 18 juli 2025.